# 道の駅飛騨金山ぬく森の里温泉
道の駅飛騨金山ぬく森の里温泉（みちのえき ひだかなやまぬくもりのさとおんせん）は、岐阜県下呂市金山町金山にある国道256号の道の駅である。
2016年（平成28年）に国道256号の経路変更にともない、岐阜県道86号金山明宝線の沿線上に存在することになった（後述）。

## 歴史
- 1992年（平成4年）5月18日[3]：益田郡金山町（当時）のウェルネス〜ぬく森の里内に「ゆったり館」がオープン[5]。
- 1997年（平成9年）4月11日：「道の駅飛騨金山ぬく森の里温泉」として登録される[2]。
- 2000年（平成12年）4月21日：レストラン・交流施設などを備えた「交流ターミナル」がオープン[2]。
- 2016年（平成28年）
  - 1月27日：国土交通省により平成27年度重点「道の駅」に選定される[6][7]。
  - 3月18日：下呂市金山町金山 - 郡上市和良町方須・和良IC間が国道256号の指定を解除され、岐阜県道86号金山明宝線の単独区間となり[8]、登録路線の国道256号からは直接接続されなくなった。

## 主な施設
- 駐車場
  - 普通車：33台[4]
  - 大型車：4台[4]
  - 身障者用：3台[4]
- トイレ
  - 男性：大 2器、小 6器
  - 女性：9器
  - 身障者用：2器
- 道の駅飛騨金山ぬく森の里温泉（7:00 - 21:00）[4]
  - 日帰り入浴施設、11:00 - 20:00）[4]
  - 宿泊施設[4]
  - レストラン（11:00 - 14:00・17:00 - 20:00・夕食は土日祝日のみ）[4]
  - 農産物直売所「朝取横丁」（9:00 - 17:00、11月から2月は9:00 - 16:00）
- スポーツ施設 (金山リバーサイドスポーツセンター)[4]

### 管理団体
- 設置者：下呂市
- 指定管理者：株式会社ジェック経営コンサルタント

## 休館日
- 道の駅飛騨金山ぬく森の里温泉：第3木曜日[4]
- 飛騨金山ぬく森の里温泉：毎週木曜日（祝日の場合は前々日の火曜日）[4]

## 周辺
- 特別養護老人ホームかなやまサニーランド
- 金山リバーサイドスポーツセンター
- 下呂市立金山病院
- 美濃東部広域農道
- 横谷峡